# زوي بامر
زوي بالمر (بالإنجليزية: Zoie Palmer)‏ وهي ممثلة بريطانية كندية ولدت في يوم 28 أكتوبر 1977 في مدينة كورنوال في إنجلترا في المملكة المتحدة مثلت في مسلسل الفتاة المفقودة على قناة شاوكيس.

## روابط خارجية
- زوي بامر على موقع IMDb (الإنجليزية)
- زوي بامر على موقع ألو سيني (الفرنسية)
- زوي بامر على موقع ميوزك برينز (الإنجليزية)
- زوي بامر على موقع تيرنر كلاسيك موفيز (الإنجليزية)
- زوي بامر على موقع أول موفي (الإنجليزية)
- زوي بامر على موقع قاعدة بيانات الأفلام السويدية (السويدية)
- زوي بامر على موقع إن إن دي بي (الإنجليزية)
- زوي بامر على موقع ديسكوغز (الإنجليزية)
- زوي بامر على موقع قاعدة بيانات الفيلم (الإنجليزية)
- زوي بامر على موقع كينوبويسك (الروسية)